# تجويف حماية
تجويف الحماية (الجمع: تجاويف أو مخادع أو غرف الحماية، من الكلمة اللاتينية "domus"، والتي تعني موطنًا أو منزلاً) عبارة عن غرفة صغيرة تنتجها النباتات التي تستضيف المفصليات.
ويختلف تجويف الحماية عن العفصات في أنه يتم إنتاجها من خلال النباتات، وليست الكائنات التي تستضيفها تلك النباتات. ومعظم غرف الحماية يسكنها العث أو النمل، في علاقة يمكن أن نطلق عليها اسم علاقة التنافع، إلا أن هناك مفصليات أخرى مثل حشرة التربسة يمكن أن تستفيد من الحماية التي تتيحها مثل تلك الهياكل.
ويطلق على غرف الحماية التي يسكنها النمل اسم تجاويف الحماية النملية أو تجاويف نملية (بالإنجليزية:amyrmecodomatia) . ومن بين الفئات الهامة لـ myrmecodomatia، تظهر الأعمدة الفقرية الكبيرة والمجوفة لبعض أنواع السنط، مثل Acacia sphaerocephala، والتي يقوم النمل من الجنس Pseudomyrmex والجنس Tetraponera ببناء عشه بها. ويطلق على النباتات التي تتيح تجاويف الحماية النملية اسم النباتات النملية. وهناك مجموعة متنوعة من النباتات التي توفر myrmecodomatia، كما أنه توجد مجموعة كبيرة من غرف الحماية تلك. وبعض النباتات مثل النملاوية تنمو بها هياكل كبيرة منتفخة بصلية الشكل مليئة بالقنوات التي يمكن أن يعيش بها النمل، من أجل الحماية المتبادلة، ومن أجل الاستفادة الغذائية من فضلات النمل.
وغالبًا ما يتم تكوين غرف الحماية على السطح السفلي للأوراق، عند نقطة التقاء الضلع الأوسط مع الأوردة. وغالبًا ما تتكون من منخفضات صغيرة مغطاة بشكل جزئي بأنسجة أو شعر النباتات. والكثير من أعداد عائلة Lauraceae تقوم بتطوير غرف حماية على أوراقها. كما تظهر غرف الحماية كذلك في بعض أنواع أشجار الغابات المطيرة في عائلات Alangiaceae وElaeocarpaceae وFabaceae وIcacinaceae وMeliaceae وRubiaceae وSimaroubaceae.

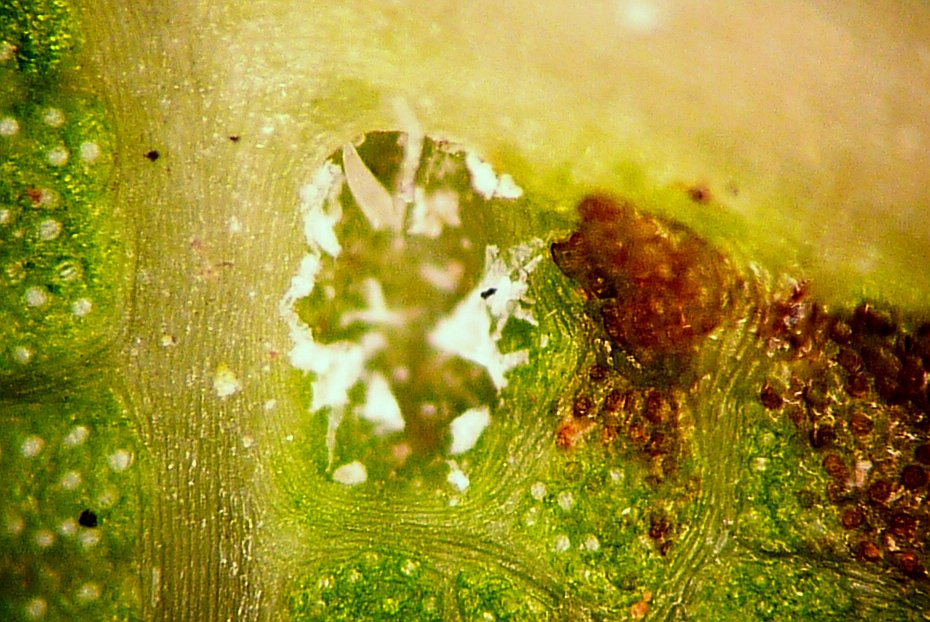
Eriophyoid داخل غرفة حماية في القرفة الكافورية

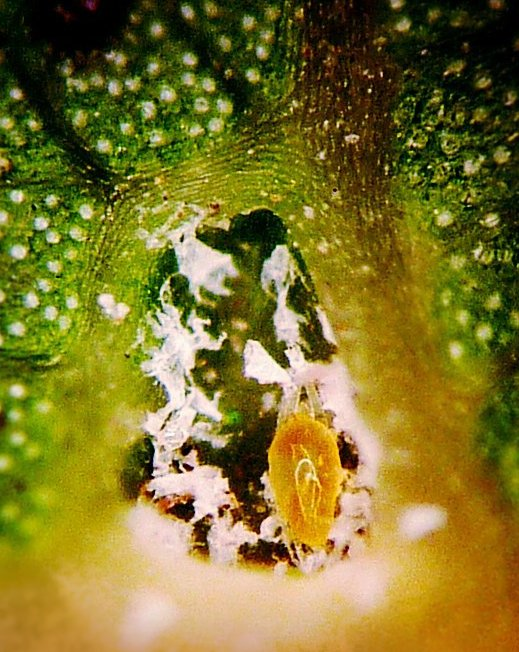
العث داخل غرف حماية في القرفة الكافورية

## وصلات خارجية
- A video showing ants living inside a domatium